# Dicranomyia (Dicranomyia) praevia
Dicranomyia (Dicranomyia) praevia is een tweevleugelige uit de familie steltmuggen (Limoniidae). De soort komt voor in het Neotropisch gebied.